# Adolfo Nicolás Pachón
Adolfo Nicolás Pachón, S.J. (Villamuriel de Cerrato, Palencia, 29 de abril de 1936-Tokio, Japón, 20 de mayo de 2020) fue un sacerdote español de la Compañía de Jesús. El 19 de enero de 2008, fue elegido como el trigésimo superior general de la Compañía de Jesús, sucediendo a Peter Hans Kolvenbach. Ejerció tal cargo hasta el 14 de octubre de 2016, fecha en la que fue sustituido por Arturo Sosa Abascal.

## Biografía
Era oriundo de Villamuriel de Cerrato, provincia de Palencia. Fue el tercero de cuatro hermanos (Antonio, Félix, Adolfo y José). Su padre era militar de profesión. Estudió en el Colegio de Areneros con la promoción de 1953.
El 15 de septiembre de 1953, comenzó su vida religiosa entrando como novicio en Aranjuez. Posteriormente, terminó los estudios de Filosofía en Alcalá de Henares. Se trasladó a Tokio en 1961, donde terminó Teología y fue ordenado sacerdote el 17 de marzo de 1967 con 30 años de edad. Entre 1968 y 1971, estudió teología sistemática y obtuvo el doctorado en Teología en Roma, en la Pontificia Universidad Gregoriana. En 1971, volvió a Asia, donde estuvo cuarenta y cuatro años. En Tokio, ejerció como profesor de Teología Sistemática en la Universidad Sofía e hizo los últimos votos en la Compañía el 5 de octubre de 1976. Después de siete años en Tokio, fue trasladado a Filipinas como director del Instituto Pastoral de Manila (EAPI) hasta 1984. Entre 1991 y 1993 ejerció como rector del Escolasticado de Tokio, y posteriormente, entre 1993 y 1999, fue el Superior Provincial de los Jesuitas en Japón. Entre los años 2000 a 2004, trabajó en un Centro Pastoral de inmigrantes en Tokio. Su trabajo fue difícil pero consiguió ayudar a inmigrantes filipinos y de otros países asiáticos en Tokio. Obtuvo así una experiencia de primera mano sobre el sufrimiento de los inmigrantes. El servicio a los pobres y oprimidos fue parte de su primera homilía como superior general:

«Hace poco conversaba con uno de vosotros, sobre algo que me sucedió en un tiempo en que trabajaba con emigrantes. Una experiencia que me impresionó hondamente. A una filipina que había tenido muchas dificultades para integrarse en la sociedad japonesa, que había sufrido muchísimo, se le acercó otra filipina pidiéndole consejo: -Tengo dificultades con mi marido, y no sé si divorciarme, si continuar… Le pedía consejo sobre estos problemas bastante habituales. La primera le respondió: -No sé qué decirte ahora mismo. Pero ven conmigo a la Iglesia y recemos, porque para nosotros los pobres, solamente Dios nos ayuda-. Esto me impresionó mucho, porque es muy verdadero. Para los pobres, solamente Dios es la fuerza. Para nosotros sólo Dios es la fuerza. Para el servicio desinteresado sin condiciones sólo Dios es la fuerza.»

Desde 2004 y hasta su elección, ejerció el cargo de presidente de la Conferencia de Provinciales de Asia Oriental y Oceanía. Fue corresponsable de toda la región jesuita de Asia Oriental que incluye desde Myanmar (Birmania) y China a Micronesia en el Pacífico, incluyendo la provincia de Australia.  
El 19 de enero de 2008, los 217 jesuitas electores reunidos en Roma lo eligieron como sucesor de Peter Hans Kolvenbach, en la 35.ª Congregación General. Siendo el séptimo español que ha llegado al cargo. Además de su nativo español, hablaba cinco idiomas: catalán, japonés, inglés, francés e italiano. El primer acto de Nicolás como Superior fue visitar las habitaciones donde el fundador, Ignacio de Loyola, vivió largo tiempo, escribió las Constituciones y murió.
Se trasladó a Filipinas tras presentar la renuncia con ochenta años, para colaborar en la Pastoral de Manila;  Arturo Sosa fue elegido su sucesor en la congregación. Regresó a Tokio en 2018.
Falleció a los ochenta y cuatro años en Tokio el 20 de mayo de 2020, tras una larga enfermedad.

## Perfil
El jesuita Adolfo Nicolás llegó a superior general de la Compañía siguiendo el mismo camino de Pedro Arrupe, el superior español que también había servido la mayor parte de su vida en Japón. José María Fernández Martos, jesuita, describió al nuevo Superior: «Destacaría primero, una gran sensibilidad para el diálogo con la cultura. También su apertura desde la convicción de que sólo se salva aquello a lo que amas». Su compromiso social lo llevó a vivir en un barrio pobre en Japón. Fernández Martos da el siguiente testimonio: «Tiene una honda conciencia de la Justicia Social. Por ejemplo, él se trasladó, siendo profesor del teologado jesuita, a un barrio pobre de Tokio (Japón) y en Filipinas ha vivido también en contacto con los pobres».
Sobre su experiencia ecuménica al vivir en Oriente se refirió Joaquín Salord, jesuita que trabaja en Camboya: «Es muy abierto, sabe mucho del diálogo interreligioso, domina el tema del budismo, y el sintoísmo y ha sido consejero en el sínodo de obispos de Asia».
El viernes 25 de enero, el padre Adolfo Nicolás vivió su primer encuentro con periodistas. Se refirió a la comparación con el jesuita Pedro Arrupe: «Otros periódicos dicen que soy tipo Arrupe, tipo Kolvenbach, mitad y mitad, al cincuenta por ciento, pero nadie ha dicho todavía que tengo un 10 por ciento de Elvis Presley, pero se podría decir y no sería sorpresa. Todo esto es falso. Yo no soy P. Arrupe, yo amo a P. Arrupe, lo admiro, ha influido en mí, lo he tenido como superior cuatro años en Japón, incluso lo había conocido antes, en el colegio, cuando nos hablaba de la bomba atómica en Hiroshima…, pero yo no soy Arrupe. Entonces, ¿quién soy yo? si me preguntan les diré que he sido hecho para la realidad en la que me encuentro, estoy en proceso, in fieri, hasta que me convierta en lo que Dios quiere de mí, de todos nosotros».
Sobre la relación con el papa Benedicto XVI, el nuevo Superior aclaró sobre una «distancia teológica» entre Benedicto XVI y él: «Entonces, la distancia es más teórica en la imaginación de algunos; se trata de un coloquio que continúa, porque creo que la teología es siempre diálogo. Lo que es más importante es la búsqueda de la verdad, y la búsqueda de la verdad inspirada en la Palabra de Dios, en la vida de la Iglesia, en la vida de los cristianos. Es en este diálogo donde se pueden encontrar quizás, en algunas cuestiones, las diferencias, pero siempre en la búsqueda común de la verdad».
Al preguntarle sobre el futuro, el padre Nicolás dijo que puede decir muy poco, porque acaba de comenzar, pero sobre como sería su actuar señaló la transparencia: «Yo pienso ser transparente. He aprendido en Indonesia, de una pareja que no era cristiana, en un contexto donde se tiene miedo de los espíritus malignos, pareja que, para defenderse de esas amenazas tomó como espiritualidad la transparencia, y así, lo malo que llega pasa sin dejar rastro y lo bueno que llega se va comunicado a los demás. Creo que es un símbolo para tenerlo en cuenta. Transparencia que es una actitud responsable para el bien de los otros, no para nosotros. No es tan importante lo que la gente piense de mí, es más importante el bien de los demás».